# Trypanidius rubripes
Trypanidius rubripes là một loài bọ cánh cứng trong họ Cerambycidae.